# Francisco Cybo
Francesco Cybo (Napoles, c. 1449-Roma, 25 de julio de 1519), hijo natural y legitimado del Pontífice Inocencio VIII. 

## Biografía
Francesco, al igual que su hermana Teodorina, fue fruto de los amores juveniles de Giovanni Battista Cybo, que años antes de tomar el estado eclesiástico y llegar a papa llevó una vida licenciosa en la corte napolitana de Alfonso V de Aragón. Se desconoce la identidad de su madre. 
Cuando su padre fue elegido para ocupar el trono de San Pedro en 1484, Francesco, conocido familiarmente como 'Franceschetto' por su corta estatura, marchó con él a Roma, donde durante los años siguientes llevó una vida disipada. 
Tras algunos intentos fallidos de casarlo con alguna de las hijas bastardas del rey napolitano, su padre concertó para él una buena boda dentro de la nobleza italiana: en 1487 contrajo matrimonio con la joven Maddalena, hija de Lorenzo el Magnífico y Clarice Orsini; los 24 años de edad que separaban a ambos cónyuges y el carácter mujeriego y amante del juego de Francheschetto motivaron que el matrimonio no fuera todo lo ejemplar que debía. 
La pareja recibió en propiedad el Palacio Pazzi, que tras la Conspiración de los Pazzi había pasado a los Médici, y que sería su residencia durante sus estancias en Florencia.
Gracias a su padre, muchas veces fue escogido para asumir cargos relacionados con los Estados Pontificios; fue gobernador de Roma en 1488, de Cerveteri y Anguillara en 1490, canónigo del duomo de Florencia en 1492, Capitán General de la Iglesia y conde del Sacro Palacio Lateranense. 
Sin embargo tales encargos, puramente nominales, estaban lejos de lo que por la influencia de su padre le correspondía: de carácter indolente, derrochador y escaso de ingenio, los lujos de los que disfrutaba la familia estaban costeados por el papa; su pasión por el juego le llevó a perder grandes sumas de dinero. En 1490 llegó a protagonizar un lamentable episodio: al extenderse por Roma el falso rumor de la muerte del papa, Francheschetto intentó apoderarse del Tesoro de la Iglesia y del hijo del sultán Mehmed II, Cem, que se encontraba en Roma como rehén, presumiblemente para cobrar su rescate; el incidente terminó mal para el tesoro, que tras ser atropelladamente inventariado por algunos cardenales sufrió cierta merma. 
Tras la muerte de su padre en 1492 y su sucesión en el pontificado por Alejandro VI, los Cybo se alejaron de Roma, demasiado apegados a los Médici y a los Orsini como para esperar favores de los Borgia. Dos años después los Médici eran expulsados de Florencia en el transcurso de la primera guerra italiana, y durante los años siguientes Francheschetto anduvo con la familia por Toscana y Génova, manteniéndose con la hospitalidad de los parientes, con la dote de Maddalena y con la venta de algunas de las posesiones adquiridas en vida del padre, entre ellas el condado de Anguillara. 
Al asumir como sumo pontífice Julio II en 1503 y al ser éste un aliado de su familia, pudo regresar a Roma. Del nuevo Papa recibió más favores: fue investido Duque de Spoleto, barón romano y noble de Viterbo, y todavía mejoró más su situación cuando bajo el pontificado de su cuñado León X fue nombrado conde de Ferentillo y su primogénito Innocenzo fue creado cardenal.
Fallecido en Roma en 1519 a los 70 años de edad, fue sepultado junto a su padre en la Basílica de San Pedro de esta misma ciudad.

## Matrimonio e hijos
De la unión con Maddalena de Médici nacieron siete hijos:
- Lucrecia (1489 - 1492), muerta en la infancia;
- Clarice (1490 - 1492), muerta en la infancia;
- Innocenzo (1491 - 1550), arzobispo de Génova y cardenal;
- Ippolita (1503 - 1562), casada con el conde de Caiazzo Roberto Sanseverino;
- Eleonora, monja benedictina;
- Lorenzo Cybo (1500 - 1549), duque de Ferentillo, casado con la marquesa de Massa y Carrara Ricarda Malaspina;
- Caterina (1501 - 1557), casada con el duque de Camerino Giovanni Maria da Varano;
- Giovanni Battista (1501 - 1552), obispo de Marsella.